# Zubiri
Zubiri es una localidad y concejo del valle y municipio de Esteríbar de la Comunidad Foral de Navarra, España, dentro de la comarca de Auñamendi y la Merindad de Sangüesa. La localidad se encuentra a 20 km de Pamplona y en 2014 contaba con 435 habitantes (INE). Es la capital administrativa del valle, donde se ubica su ayuntamiento y además el centro industrial del mismo. En la localidad se encuentra la planta de Magnesitas Navarras, S.A. (MAGNA), una empresa de transformación de magnesita. La localidad se encuentra dentro del recorrido del Camino de Santiago Francés tras el paso de los Pirineos por Roncesvalles.

## Toponimia
El nombre de Zubiri significa Pueblo del Puente puente traducido del euskera (Zubi: puente y iri: pueblo). Haciendo mención al puente de la Rabia que cruza el río Arga por la localidad.
Antiguamente (Del siglo VIII al siglo XII) se denominaba a esta localidad como Seburis, tal y como se describe en una carta escrita por San Eulogio. En  otros documentos aparece latinizado como Seburrium.

## Geografía
Ubicación
La localidad se encuentra en centro del valle de Esteríbar bajo el monte Murelu (650 m s. n. m.), a 526 m s. n. m. de altitud, en la orilla derecha del río Arga y a 20 km de la capital Navarra, Pamplona. La población se encuentra al pie del Alto de Erro y fue lugar donde se bifurcarían las rutas romanas pirenaicas en dirección a los puertos de Ibañeta y Dantxarinea. 

## Historia
Se describe la posibilidad de existencia de una antigua leprosería. Y ya en el siglo XI se tiene constancia documental de la existencia del puente de la Rabia. Construido por los vecinos del lugar. 
Durante la Edad Media hubo en la localidad un  monasterio benedictino, el cual dependió de Leyre por una donación efectuada por el rey García el de Nájera en el año 1040. San Eulogio en una descripción del viaje que hizo en el siglo IX por la localidad, describe al monasterio de San Zacarías, sin lograr saber en la actualidad la posición exacta del mismo.
La cultura popular de los peregrinos del siglo XI hace suponer que los restos mortales de Santa Quiteria, abogada contra la rabia (Hidrofobia) se encuentran enterrados en los pilares del puente que cruza al río Arga por la localidad.
Durante las guerras carlistas el puente fue un objetivo militar defendido por Tomás de Zumalacárregui.

## Demografía
Evolución de la población de la localidad en los últimos 20 años.
| 2000 | 2001 | 2002 | 2003 | 2004 | 2005 | 2006 | 2007 | 2008 | 2020 |
| ---- | ---- | ---- | ---- | ---- | ---- | ---- | ---- | ---- | ---- |
| 387  | 389  | 393  | 393  | 411  | 429  | 433  | 460  | 423  | 435  |

## Administración
La localidad está constituida como un concejo perteneciente al municipio de Esteríbar. El concejo está formado por una junta de cuatro vocales y un presidente del concejo. Actualmente (2009) ejerce el cargo José Luis Larráinzar Eugui.
En la localidad también se encuentra la sede del Ayuntamiento del valle de Esteríbar.

## Patrimonio

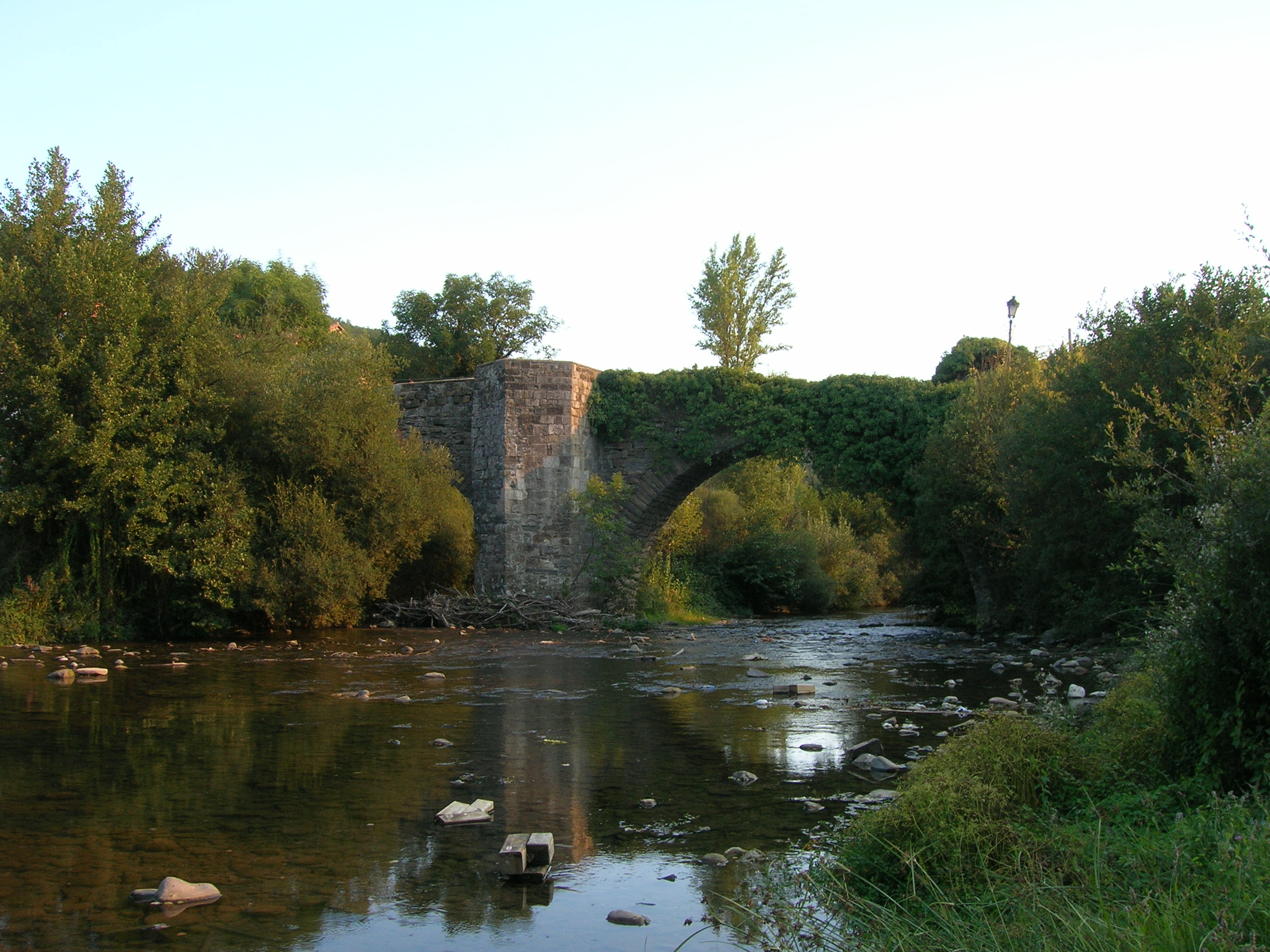
Puente de la Rabia.

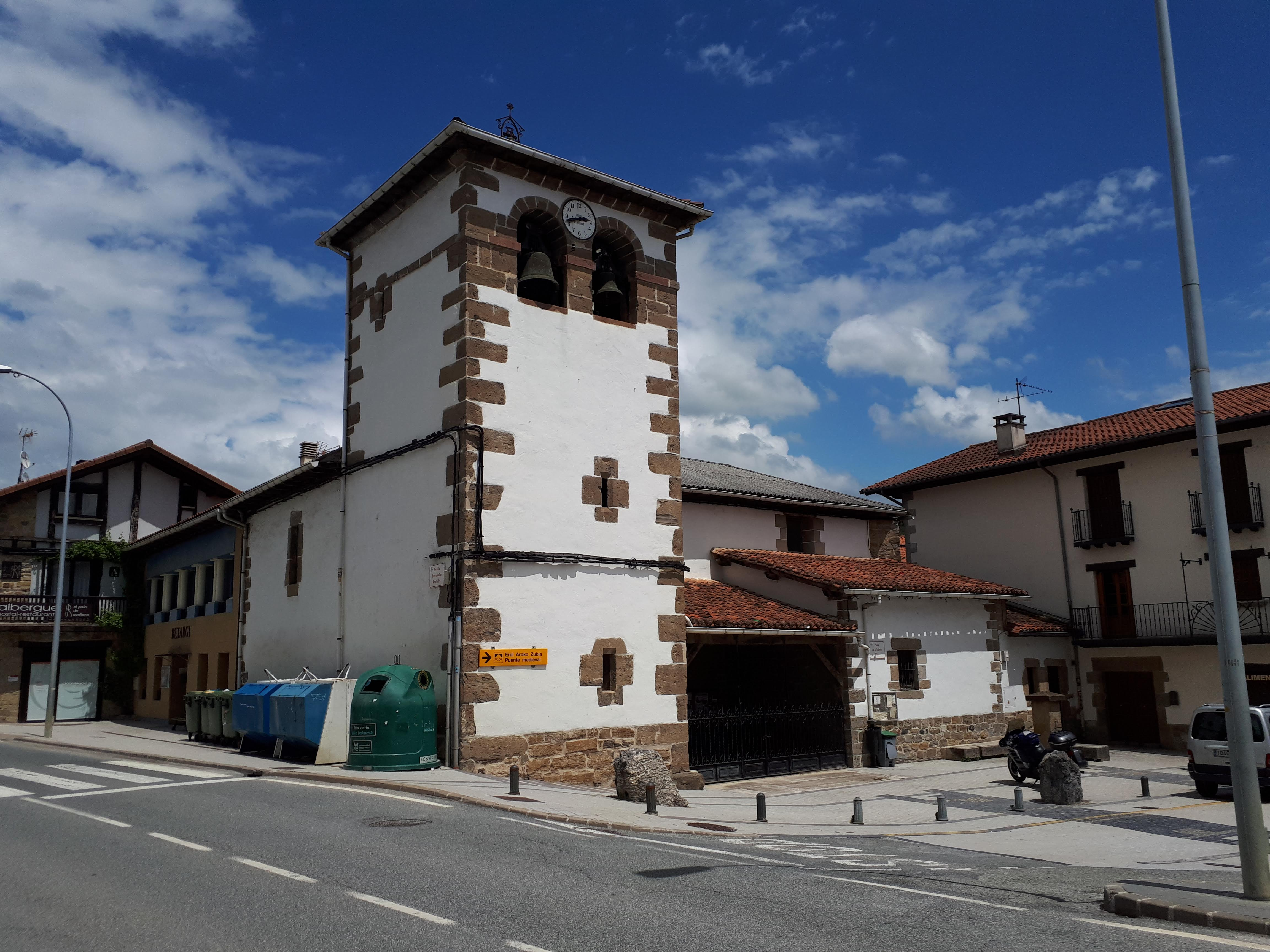
Iglesia de San Esteban

### Arquitectura civil
- Puente de la Rabia: situado sobre el río Arga, es un puente legendario de estilo románico del  siglo XII. Según una leyenda que, al pasar bajo sus arcos, los animales afectados de una enfermedad quedaban milagrosamente curados.[2]
- Fuente del agua de batueco: según una leyenda popular sus aguas tienen propiedades curativas.[2]

### Arquitectura religiosa
- Iglesia de San Esteban Protomártir: es un templo de nueva construcción, el edificio original fue destruida durante la Guerra Carlista.[2]

## Deporte
Esta localidad es el punto de salida de la Medio Maratón Zubiri-Pamplona.

## Personajes ilustres
- Fernando Goñi Erice. (1973-) Pelotari.
- Serafín Zubiri (1964-) Cantante y deportista.